# Anaxipha antidupos
Anaxipha antidupos är en insektsart som beskrevs av Otte, D. och Perez-gelabert 2009. Anaxipha antidupos ingår i släktet Anaxipha och familjen syrsor. Inga underarter finns listade i Catalogue of Life.